# Hiëronymus van Praag

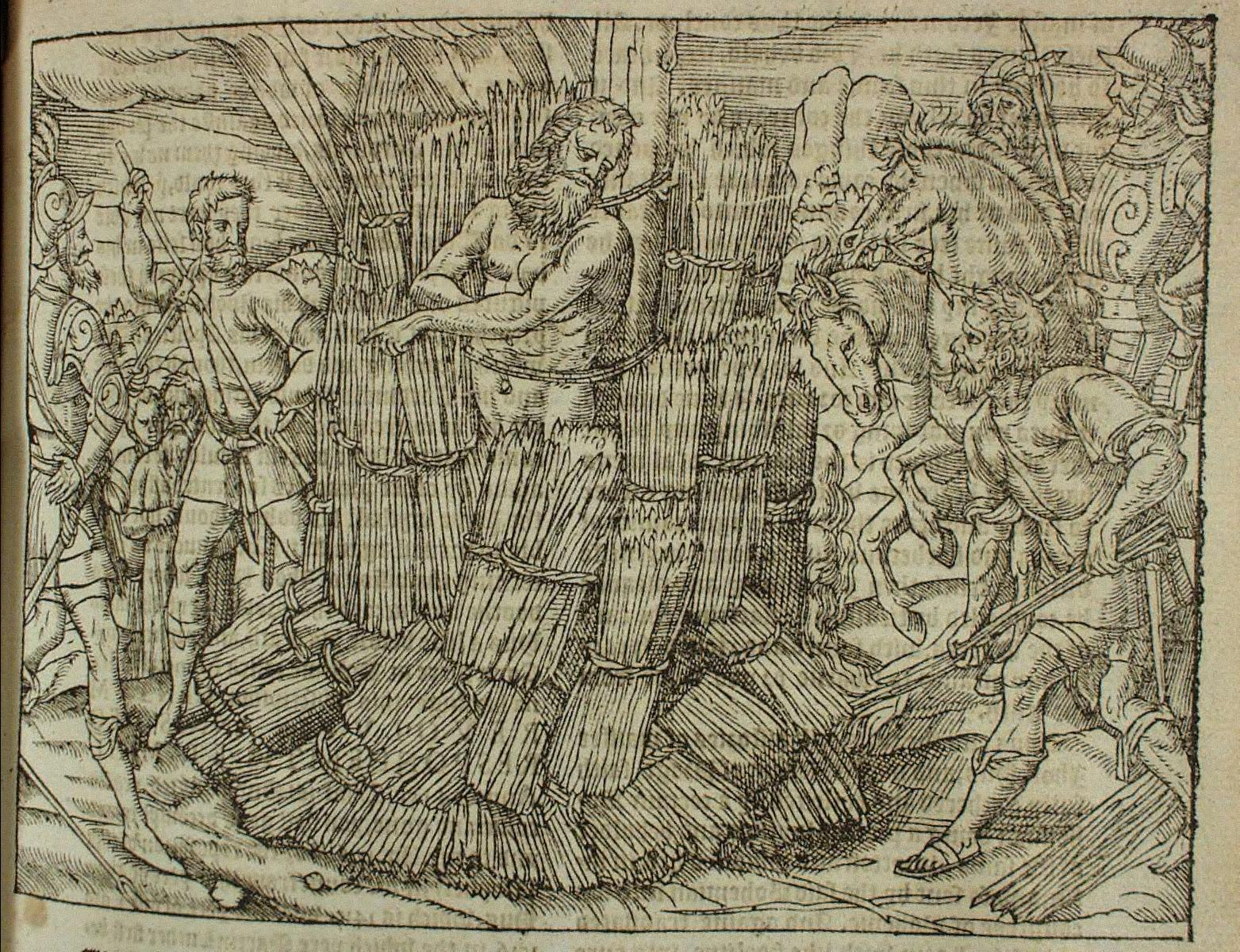
Hiëronymus van Praag op de brandstapel, Het boek van de martelaren (1563)

Hiëronymus van Praag, Tsjechisch: Jeroným Pražský, (Praag, 1379 - Konstanz, 30 mei 1416) was een Boheems geleerde en medeoprichter van de hussieten, in sommige opzichten net zo radicaal als Johannes Hus.
Ook was hij aanhanger van John Wyclif en betrokken bij het Kuttenberger decreet van 1409. Hij studeerde aan de Universiteit van Oxford.
Toen Johannes Hus op het Concilie van Konstanz aangehouden werd, spoedde Hiëronymus zich naar Konstanz om zijn vriend te helpen. Toen hij hoorde dat hij ook aangehouden zou worden, keerde hij terug maar werd kort daarop in Beieren aangehouden. Om de brandstapel te ontlopen, herriep hij zijn uitspraken, waarna hij tot levenslang werd veroordeeld. Kort daarop distantieerde hij zich van deze herroeping en werd uiteindelijk in 1416 in Konstanz verbrand.